# U řeky Piedra jsem usedla a plakala
U řeky Piedra jsem usedla a plakala (portugalsky Na Margem do Rio Piedra Eu Sentei e Chorei) je román brazilského spisovatele Paula Coelha vydaný poprvé v Brazílii roku 1994. V Česku román vydalo nakladatelství Argo v překladu Antonína Pasienka.
Tento román je první v pořadí z trilogie „A dne sedmého...“. Děj se opět odehrává během jednoho týdne a hlavním představitelům se za tento krátký čas úplně změní život. Druhý díl trilogie se jmenuje Veronika se rozhodla zemřít a poslední díl Ďábel a slečna Chantal.

## Děj románu
Román vypráví o dívce Pilar, která si vylévá srdce na papír a sedí u řeky Piedra. Vzpomíná na to, co prožila jednoho zimního týdne. Začalo to obyčejným pozváním jejího kamaráda z dětství na jeho přednášku. Onen muž byl její dětskou láskou. Pilar pozvání přijala a začali se s ní dít věci. Její dávný přítel jí navrhl, aby s ním odjela do Francie. Zrovna se blížily svátky Neposkvrněného Početí, tak proč ne.
V dětství byli nerozlučná dvojice. Poté se jejich cesty rozdělily, on se vypravil objevovat svět, ona se rozhodla studovat práva, sehnat si dobrou práci a usadit se v nedalekém městečku. Během těch let si vyměnili jen pár dopisů. Teď poprvé se měli setkat. Pilar od setkání nic nečekala, ale přesto se na něj moc těšila. Myslela si, že zhlédne přednášku, popovídají si spolu a hned večer pojede zase domů. Zrovna měla zkouškové období a chtěla se ještě něco naučit. Skutečnost byla jiná. Po přednášce se vydali na společnou cestu do Francie. Cestou se s ní stala proměna z ženy, která od života čeká jen životní jistoty, v ženu ochotnou riskovat pro lásku, kterou viděla v jeho očích. Dále poznala, že jeho poslání je uzdravovat lidi a šířit víru ve Velkou Matku. Ale to by znamenalo, že by byl první, kdo chtěl šířit tuto víru pomocí přednášek do celého světa, ale tím by se vystavil riziku, že by se mu lidé posmívali a nebrali ho vážně.
On se vydal na tuto cestu, aby se setkal s Pilar a poté se rozhodl, zda zůstane s ní, nebo zda se vydá na cestu duchovní. Nakonec se rozhodl pro Pilar a vrátil Matce Zemi svůj dar uzdravovat lidi. Ale Pilar se rozhodla, že opustí svojí nalinkovanou a skoro zajištěnou budoucnost a spojí se s ním a spolu budou víru šířit. Jenže Pilar po zjištění, že on se svého daru vzdal kvůli ní, od něj odchází k nedaleké řece a usedne a pláče. Na sobě má jen tenkou košili a je jí zima. On jí nemůže najít a odchází jí hledat do rodné vesnice. Pilar nachází hlídač z nedalekého kláštera úplně promrzlou a skoro mrtvou. V klášteře ji dají dohromady a ujímá se jí jedna z jeptišek. Spolu se domluví, že nejlepší způsob, jak přežít trápení, je napsat ho na papír a hodit do řeky Piedra.
Epilog: Pilar zase jednou sedí u řeky a píše, zaslechne kroky a její srdce už cítí, že je to on. Vrátil se pro ni a je rozhodnutý vydat se spolu s ní po nevyšlapané cestě života a šířit víru a uzdravovat.

## Česká vydání
- U řeky Piedra jsem usedla a plakala, překlad Antonín Pasienka, Argo, 1999, 2009
- audiokniha U řeky Piedra jsem usedla a plakala, čtou Dana Černá, David Švehlík a Alois Švehlík, natočeno v roce 2009